# Yếm

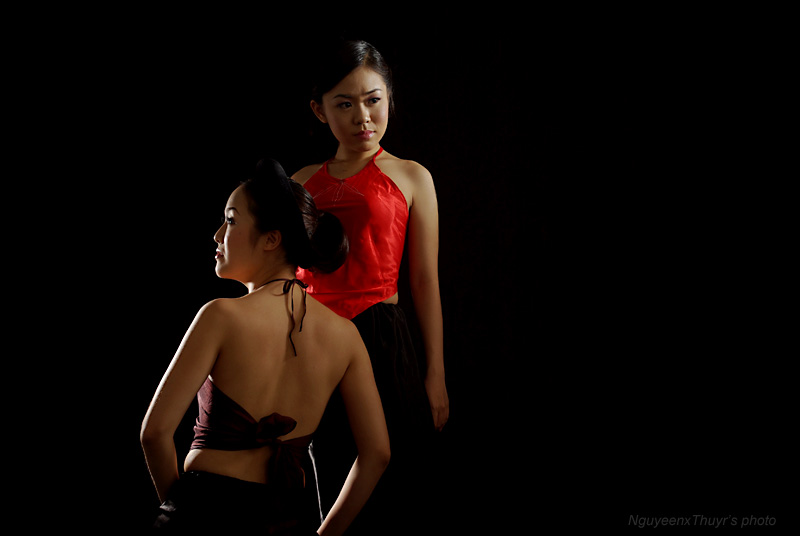
Yếm, van de voor- en achterkant gezien.

Een yếm is een traditioneel Vietnamees kledingstuk. Oorspronkelijk werd het gebruikt als ondergoed. Een yếm is vergelijkbaar met een topje. De yếm wordt gedragen door vrouwen uit alle klassen.
Een yếm wordt op twee plaatsen vastgemaakt, te weten achter in de nek en onder aan de rug. De voorkant van de yếm is meestal in de vorm van een ruit.
Het is niet met zekerheid te zeggen, maar waarschijnlijk is de yếm afkomstig uit China, waar het een dùdōu (Chinees: 肚兜) heet. De yếm is een van de onderdelen van de Áo tứ thân, de vierdelige Vietnamese jurk. Deze jurken worden al vanaf de 12e eeuw gedragen.

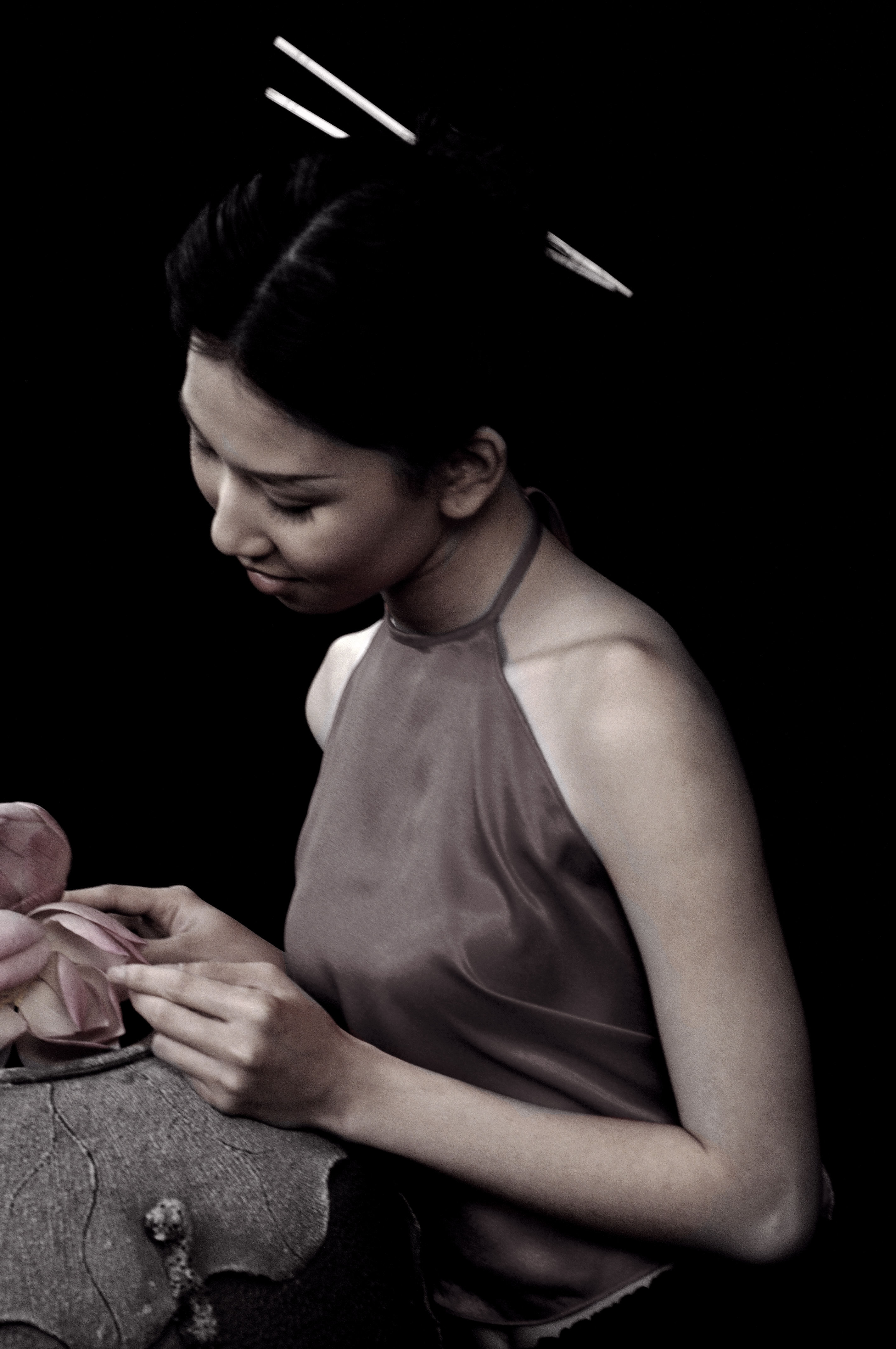
Yếm met een ronde nek.

Hoewel de yếm wordt gedragen in alle klassen, zijn het materiaal en de kleuren wel afhankelijk van de klasse en de gelegenheid. De dames in de lagere klassen dragen yếms in het zwart of wit en deze zijn meestal voor dagelijks gebruik. Voor speciale gelegenheden worden meestal rode of roze yếms gedragen. Soms heeft een yếm nog een zakje, waar bijvoorbeeld een kleine flacon parfum in gestopt kan worden.
Tegenwoordig wordt met name in de grote steden de yếm steeds meer verdrongen door de beha, maar in de landelijke gebieden wordt de yếm nog steeds gedragen. Onder westerse invloeden wordt in de grote steden de yếm steeds meer gebruikt als bovenkleding.